# Touit surdus
Il pappagallino codadorata (Touit surdus Kuhl, 1820) è un uccello della famiglia degli Psittacidi. Quasi identico al pappagallino dorsobruno, ma privo del bruno dorsale e con le timoniere laterali giallo ocra; ha taglia attorno ai 16 cm ed è censito in due sottospecie: T. s. surdus, diffuso nel sud-est del Brasile; T. s. ruficauda, diffuso nel Brasile orientale. Migratore, preferisce le foreste di pianura, mai oltre gli 800 metri.